# Qiao Yunping
Qiao Yunping (chiń. 乔云萍; ur. 13 września 1968 w Qingdao) – chińska tenisistka stołowa, medalistka olimpijska, multimedalistka mistrzostw świata.
W 1996 roku wystąpiła na igrzyskach olimpijskich w Atlancie. Wzięła udział w jednej konkurencji – zdobyła srebrny medal olimpijski w grze podwójnej (wspólnie z Liu Wei).
W latach 1993–1997 zdobyła sześć medali mistrzostw świata (dwa złote, jeden srebrny i trzy brązowe), w 1994 roku dwa złote medale igrzysk azjatyckich (w grze podwójnej i drużynowej) oraz cztery medale mistrzostw Azji (dwa złote i dwa brązowe).